# هندسه وقوع

هندسه وقوع

یک جزءبسیار مقدماتی از هندسه، هندسه وقوع می‌باشد. فرض می‌کنیم تنها اصطلاحات تعریف نشده، نقطه و خط؛ و تنها نسبت تعریف نشده وقوع بین یک نقطه و یک خط باشد که این گونه نوشته می‌شود: "نقطه p بر L واقع است."
این اصطلاحات تعریف نشده از سه بنداشت تبعیت می‌کنند.

## بنداشت‌های وقوع
بنداشت اول وقوع: به ازای هر نقطهٔ P و هر نقطه Q که با P مساوی نیست، فقط یک خط مانند L وجود دارد که از P و Q می‌گذرد.
بنداشت دوم وقوع: به ازای هر خط L  لا اقل دو نقطهٔ متمایز واقع بر L وجود دارند.
بنداشت سوم وقوع: سه نقطه متمایز وجود دارند، چنانچه هیچ خطی بر هر سهٔ آنها نمی‌گذرد. (یا به عبارتی: سه نقطهٔ غیر واقع بر یک خط وجود دارند.)